# Mr. Harrigan's Phone (film)
Mr. Harrigan's Phone is een Amerikaanse film uit 2022 van John Lee Hancock gebaseerd op het gelijknamige korte verhaal van Stephen King.

## Verhaal
Craig leert Mr. Hannigan, een teruggetrokken miljardair, kennen. Ze bouwen een band op over boeken en een iPhone. Na het overlijden van Mr. Hannigan blijft Craig contact met hem houden, via de iPhone.

## Rolverdeling
| Acteur                | Personage             | Opmerkingen |
| --------------------- | --------------------- | ----------- |
| Donald Sutherland     | Mr. Harrigan          | Hoofdrol    |
| Jaeden Martell        | Craig                 | Hoofdrol    |
| Joe Tippett           | Craig's Dad           |             |
| Colin O'Brien         | Young Craig           |             |
| Kirby Howell-Baptiste | Mrs. Hart             |             |
| Frank Ridley          | Reverend Mooney       |             |
| Peggy J. Scott        | Edna Grogan           |             |
| Thomas Francis Murphy | Pete Bostwick         |             |
| Randy Kovitz          | Chick Rafferty        |             |
| Cyrus Arnold          | Kenny Yankovich       |             |
| Thalia Torio          | Regina                |             |
| Conor William Wright  | U-Boat                |             |
| Alexa Shae Niziak     | Margie                |             |
| Bennett Saltzman      | Billy                 |             |
| Daniel Reece          | Deane Whitmore        |             |
| Dale Duko             | Felix                 |             |
| Gregory Jensen        | Wall Street #1        |             |
| Andrew O'Shanick      | Wall Street #2        |             |
| Joseph Taylor         | Julian Summers        |             |
| Alex Bartner          | Clerk                 |             |
| Marceline Hugot       | Old Woman             |             |
| Ricardy Fabre         | Ms. Hart's Fiancé     |             |
| Chelsea Kurtz         | Craig's Mom           |             |
| Gavin Conner          | Kid                   |             |
| Polly Kreisman        | Professor             |             |
| Noah Adedjouma        | Student               |             |
| Hilary Duncanson      | Judge                 |             |
| Wynn Harmon           | Fancy Defense Lawyer  |             |
| Joel Briel            | Volvo Owner           |             |
| Wayne Pyle            | Math Teacher          |             |
| Daniel Louis Fishkind | 'Radiate' Lead Singer |             |

## Release
Mr. Harrigan's Phone werd vanaf 5 oktober 2022 uitgezonden op de streamingdienst Netflix.